# Zucker, Zucker!
Zucker, Zucker! ist eine französische Filmsatire von Jacques Rouffio aus dem Jahr 1978.

## Handlung
Zuckerkönig Grezillo erkennt den Überfluss in der Zuckerproduktion und stellt diese ein. Zucker wird knapp und die Läden werden leergekauft. An der Börse beginnt der Zuckeraktienpreis zu steigen. Börsenmakler Raoul-Renaud Homecourt rät daher seinen Kunden, in Zuckeraktien zu investieren. Frührentner Adrien Courtois ist unsicher. Der Steuerinspektor hat sich gerade erst pensionieren lassen und verwaltet das Vermögen seiner Frau, die aufgrund von fünf plötzlichen Todesfällen in der Familie 237 Millionen alte Francs geerbt hat. Raoul ist der Finanzberater seines entfernten Cousins und wird hellhörig, als Adrien von seinem Vermögen berichtet. Adrien kennt sich an der Börse nicht aus und kauft zunächst nur einen Posten Zucker, also 50 Tonnen. Er ist überrascht und erfreut, als ihm Raoul nach kurzer Zeit mitteilt, dass die Zuckerpreise an der Börse weiter gestiegen sind und er daher 2500 Francs Gewinn gemacht hat. Adrien investiert nun weiter in Zuckeraktien, kauft insgesamt zwölf Posten und überredet Raoul, von ihm eine Blankoorder anzunehmen, sodass er zum Neukauf nicht immer nach Paris reisen muss.
Während einer luxuriösen Amerikareise mit seiner Frau erfährt Adrien, dass plötzlich eine Zuckerschwemme eingesetzt hat. Grezillo hat den Zuckerverkauf wieder freigegeben und der Preis an der Börse, der von 2000 Francs pro Tonne auf 8000 Francs gestiegen war, fällt rasant. Adrien verschweigt seiner Frau diese Entwicklung, kann seine Aktien jedoch nicht verkaufen. Raoul, der von seinem Vorgesetzten entlassen wurde, tut sich mit Adrien zusammen, um dessen Geld zurückzuerhalten und so gegen das System zu gewinnen. Adrien verspricht ihm im Gegenzug 30 Prozent Provision. Adrien hat insgesamt 16 Posten Zucker und damit potenziell 330 Millionen Francs Verlust. Raoul kann zwei Posten verkaufen und vier weitere Posten von seinem Chef bezahlen lassen, da diese mit verbotenen Blankoordern erworben wurden. Da die Banken während des Zuckerbooms unvorsichtig geworden sind, stehen nun vier von ihnen vor dem Bankrott, was Grezillo so nicht eingeplant hat. Man entschließt sich, den Börsenmarkt zu schließen, was für Adrien einen Schuldenschnitt bedeutet: Wo kein Markt ist, können auch keine Schulden dem Markt gegenüber beglichen werden.
Während Adrien und Raoul in Adriens neuer Villa mit Pool urlauben, erscheint Schuldeneintreiber Pergamont auf dem Grundstück. Der Markt wurde bereits nach kurzer Zeit wieder geöffnet und Adrien soll seine Schulden bezahlen. Es wird deutlich, dass der Markt die Kosten des Zuckerbooms vor allem den kleinen Spekulanten aufhalsen will, haben die Großen ihren Gewinn doch längst in die Schweiz gebracht. Während Adrien den Mut verliert und sogar einen Selbstmordversuch unternimmt, beginnt Raoul, Pergamont zu verfolgen, mit Prostituierten zu fotografieren und schließlich zu erpressen. So erreicht er am Ende mit Adriens Hilfe, dass Pergamont ein Dokument unterzeichnet, nach dem Adrien niemandem mehr Geld schuldig ist. Adriens Frau hat von alledem nichts mitbekommen. Als alle dreimal wieder gemeinsam am Pool des neugebauten Hauses sitzen, erfährt sie, dass erneut ein Verwandter gestorben ist und ihr eine sehr hohe Geldsumme hinterlassen hat.

## Produktion
Zucker, Zucker! ist die Verfilmung des Romans Le sucre von Georges Cochon, der 1977 veröffentlicht wurde. Cochon verarbeitete darin Gerüchte über Zuckerknappheit, die 1974 die Zuckerpreise an der Börse in die Höhe getrieben hatten. Cochon war auch am Drehbuch zu Zucker, Zucker! beteiligt. Der Film wurde in Paris, Duvy sowie in Miami (u. a. Fontainebleau Miami Beach) gedreht. Die Kostüme schuf Catherine Leterrier, die Filmbauten stammen von Jean-Jacques Caziot und Claude Lenoir.
Zucker, Zucker! lief am 15. November 1978 in den französischen Kinos an und ca. 1980 in den Kinos der DDR. Am 8. April 1993 wurde der Film auf RTL erstmals im deutschen Fernsehen gezeigt und erschien im Juni 2013 auf DVD.

## Synchronisation
| Rolle                  | Darsteller       | Synchronsprecher    |
| ---------------------- | ---------------- | ------------------- |
| Adrien Courtois        | Jean Carmet      | Joachim Konrad      |
| Raoul-Renaud Homecourt | Gérard Depardieu | Uwe Karpa           |
| Grezillo               | Michel Piccoli   | Helmut Schellhardt  |
| Hilda Courtois         | Nelly Borgeaud   | Roswitha Hirsch     |
| Karbaoui               | Roger Hanin      | Klaus Piontek       |
| Präsident Berot        | Claude Piéplu    | Walter Niklaus      |
| Flanqué                | Tony Taffin      | Peter Hladik        |
| Lomont                 | Maurice Chevit   | Karl-Maria Steffens |
| Minister               | Guy de Belleval  | Erhard Köster       |

## Kritik
Für den film-dienst war Zucker, Zucker! eine „burleske Komödie, die ihre Charaktere bis zur Karikatur überzeichnet.“ „Der Film, um die Börsen-Baisse zu versüßen“, stellte Cinema fest.

## Auszeichnungen
Zucker, Zucker! wurde 1979 für fünf Césars nominiert: zwei Mal in der Kategorie Bester Hauptdarsteller (Gérard Depardieu, Jean Carmet) sowie je ein Mal in den Kategorien Bester Nebendarsteller (Jean Carmet), Beste Nebendarstellerin (Nelly Borgeaud) und Bestes Drehbuch (Georges Conchon, Jacques Rouffio).